# Gulvial
Gulvial (Lathyrus pratensis) är en ört i familjen ärtväxter.

## Beskrivning

Klase

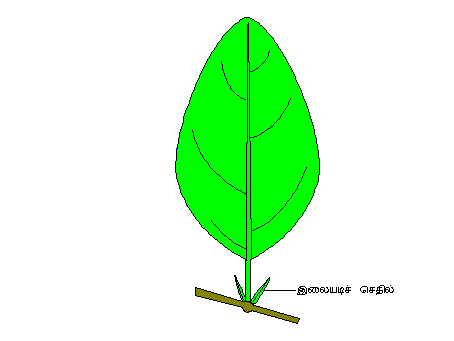
Stipler under det stora bladet.

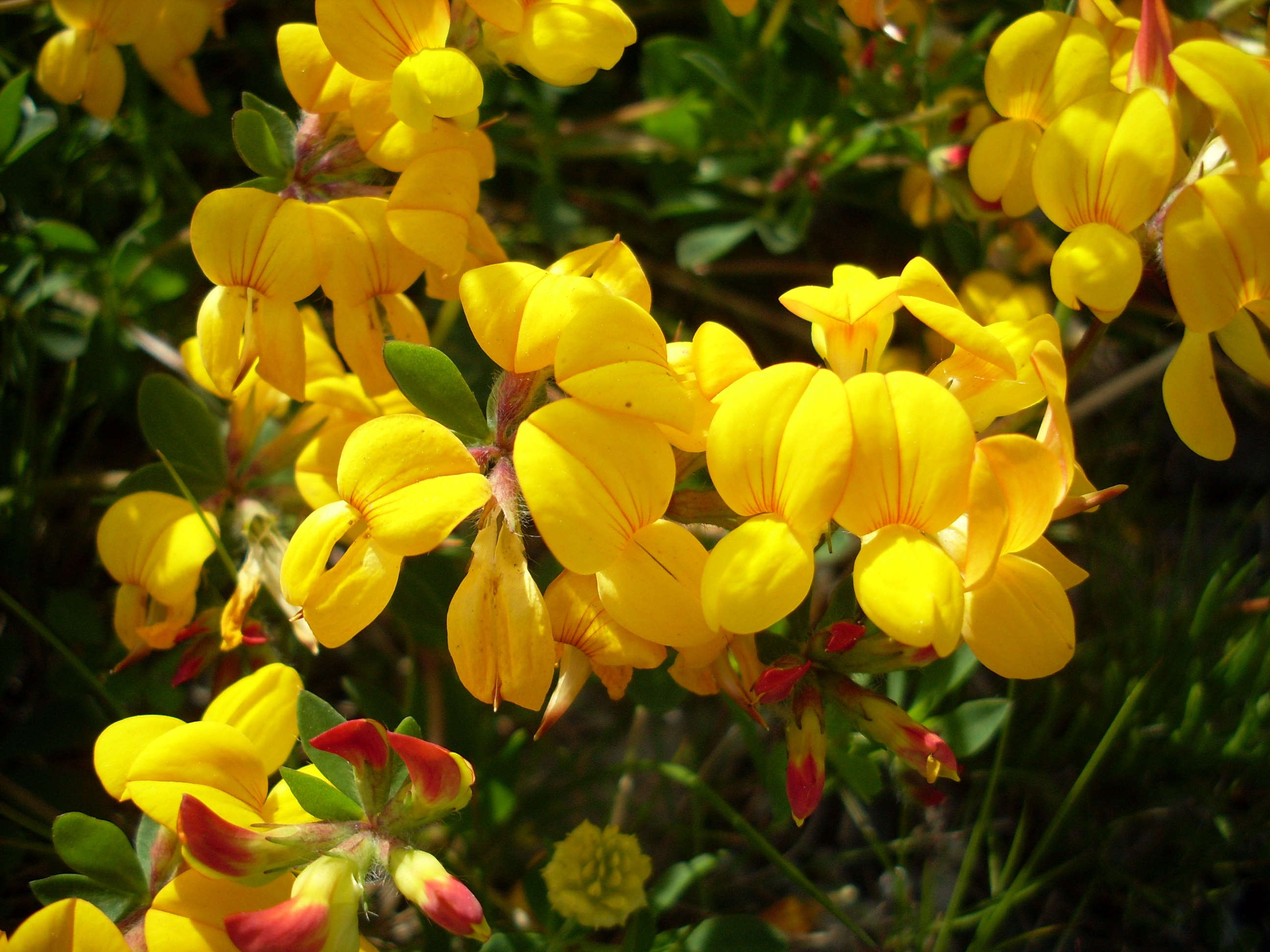
Käringtand
Kromosomtal 2n = 24

Gulvial är mångformig, flerårig och klängande och blir upp till 100 cm hög med kantiga stjälkar. Vanligen är den något hårig. Bladen sitter i par, med ett par småblad och enkelt eller grenigt klänge. Småbladen är brett lansettlika och spetsiga, 1 – 4 cm långa, 1,5 – 11 mm breda. Stiplerna är 1 – 3 cm långa, brett lansettlika. Blommorna kommer 3 – 12 tillsammans i klasar på långa skaft i bladvecken. Kronan är 10 – 16 mm lång, klargul och har segel med grå ådror. Frukten är en balja, som blir svart som mogen, 2 – 3 cm lång, 5 – 6 mm bred. Gulvial blommar i juni – augusti.
Gulvial bildar underjordiska utlöpare och kan bli ett besvärligt ogräs i trädgårdar.
Kromosomtal 2n = 14 och 28.
Ibland förväxlas gulvial med käringtand, Lotus corniculatus. En skillnad är bl a att käringtand saknar klängen.
Tre underarter har identifierats:
- Lathyrus pratensis ssp. pratensis
- Lathyrus pratensis ssp. luesseri
- Lathyrus pratensis ssp. velutinus

## Habitat
Gulvial förekommer i större delen av Europa (bromsas söderut av Pyrenéerna), Nordafrika, Etiopien, Mellanöstern, Indien, Centralasien och Kaukasus.
Den är vanlig även i Sverige.
I södra Norge når den upp till 800 m ö h.
Ej ursprunglig i Nordamerika.

### Utbredningskartor
- Norden
- Norra halvklotet

## Etymologi
- Släktnamnet Lathyrus är ett lån från grekiska lathyros, som användes som namn på ärtväxter några hundra år f. Kr.
- Artepitetet kommer av latin pratum = äng med böjningsformen pratensis = ängs-. Syftningen är att gulvial ofta växer på ängar.

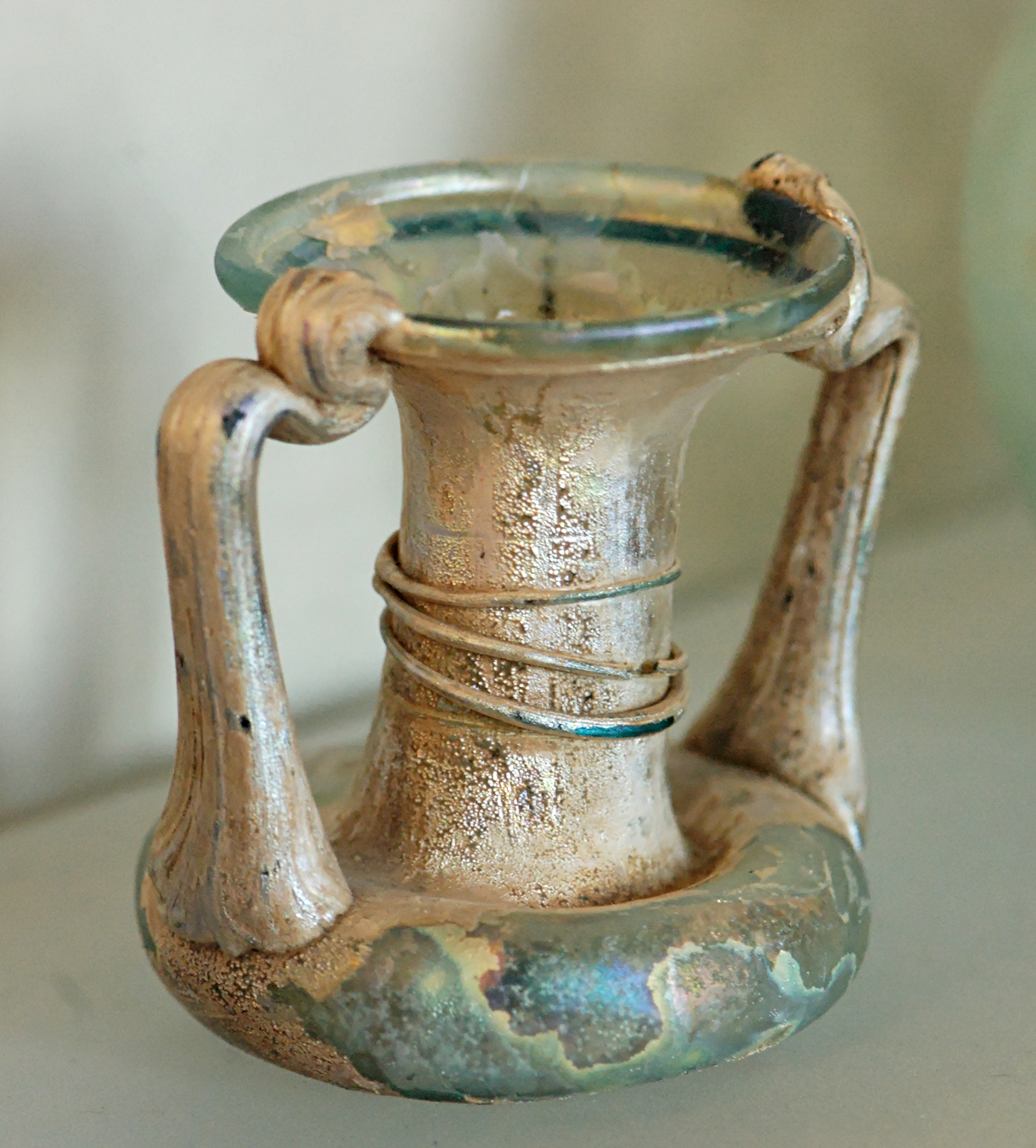
Antik vial.

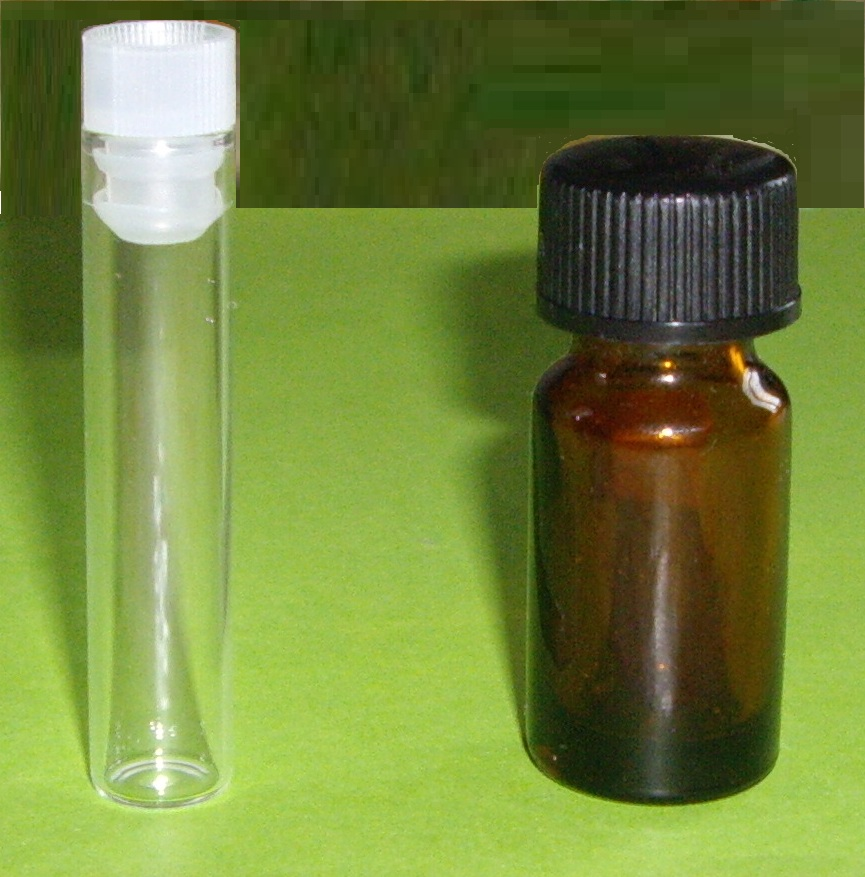
Nutida vialer.

- Vial härleds från grekiska phiale, som i antiken var benämningen på ett slags behållare. Detta syftar på  ängsvialens fröhus.

## Bygdemål
| Namn        | Trakt | Referens |
| ----------- | ----- | -------- |
| Grävlingshö | Närke | [ 1 ]    |
| Vale        |       | [ 2 ]    |
| Vedel       |       | [ 2 ]    |
| Ängsvial    |       | [ 2 ]    |
| Ängslatyr   |       | [ 2 ]    |

## Synonymer
- Lathyrus pratensis f. glabrescens Beck
- Lathyrus pratensis var. glaber Abrom.
- Lathyrus pratensis var. montanus Lecoq & Lamotte, 1847
- Lathyrus pratensis var. pubescens Rchb.
- Lathyrus sepium Scop., 1772
- (Koch) Soják, 1983
- Lathyrus hallersteinii Baumg., 1816
- Lathyrus luesseri Heer ex Koch, 1847
- Lathyrus pratensis ssp. hallersteinii (Baumg.) Nyman, 1889
- Lathyrus pratensis var. subalpinus Rouy, 1899
- (DC.) Soják, 1983
- Lathyrus pratensis var. velutinus DC., 1825
- Lathyrus pratensis ssp. velutinus (DC.) Kerguélen
- Orobus pratensis Stokes

## Bilder

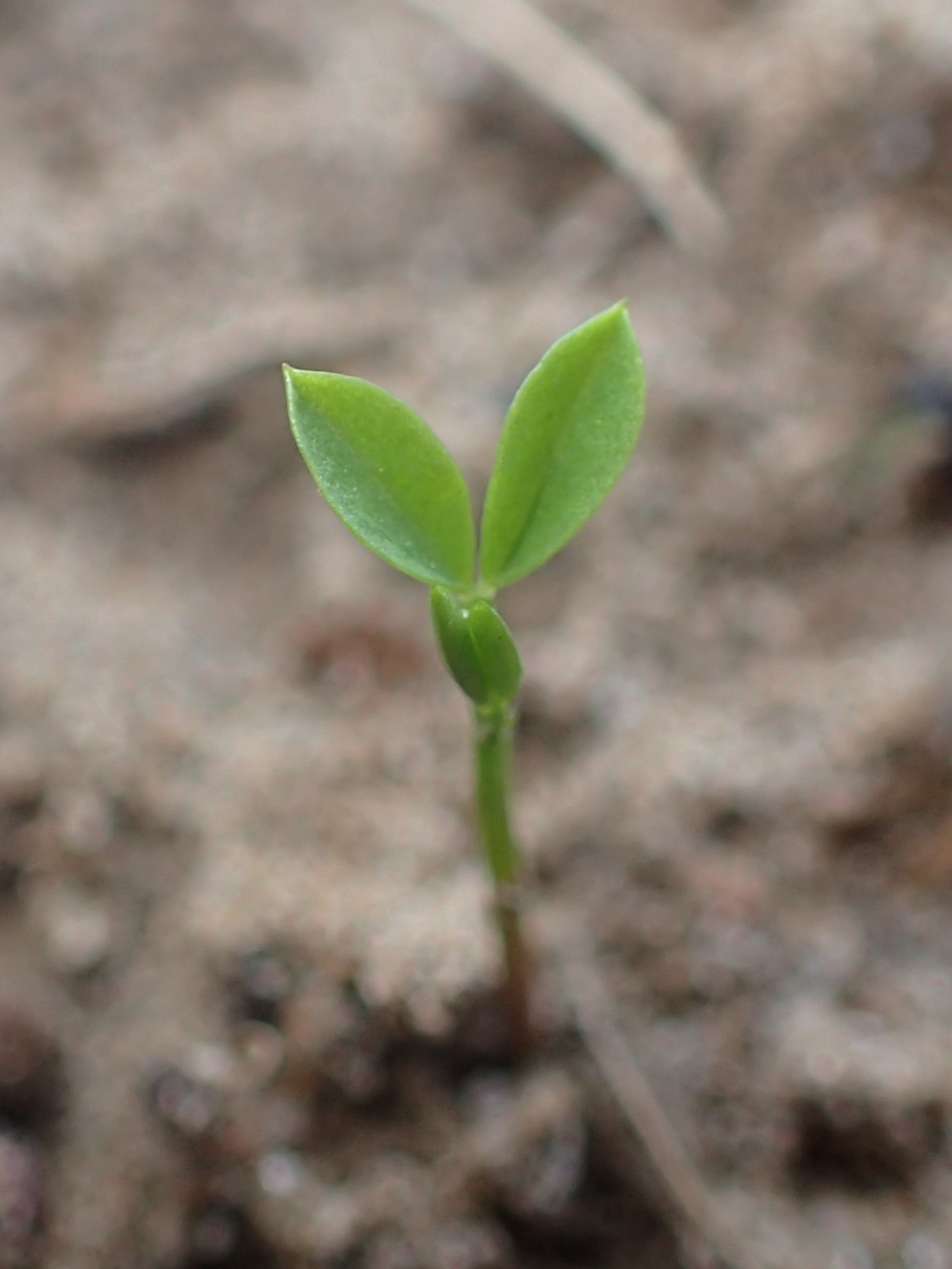
Hjärtblad.
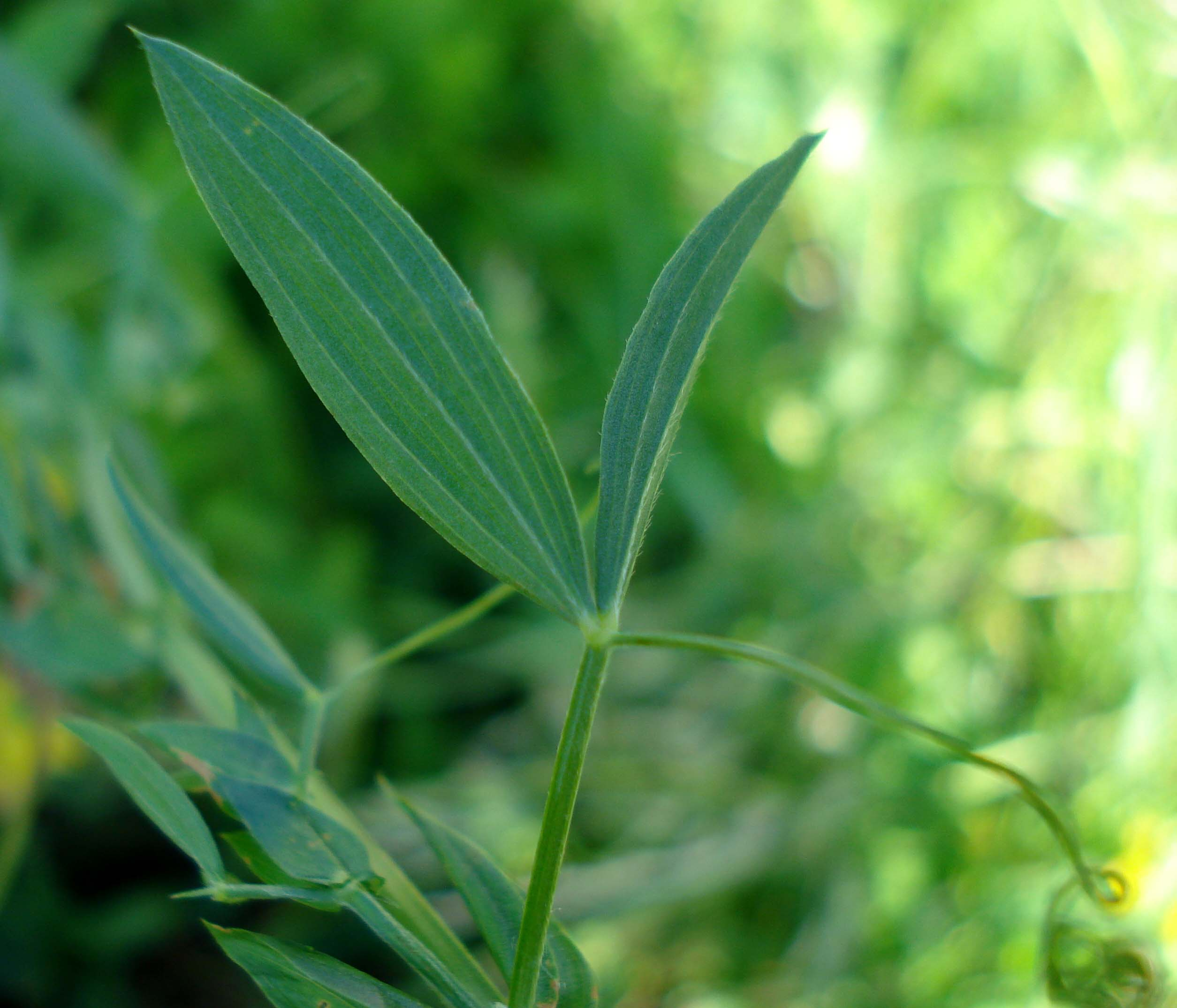
Blad.
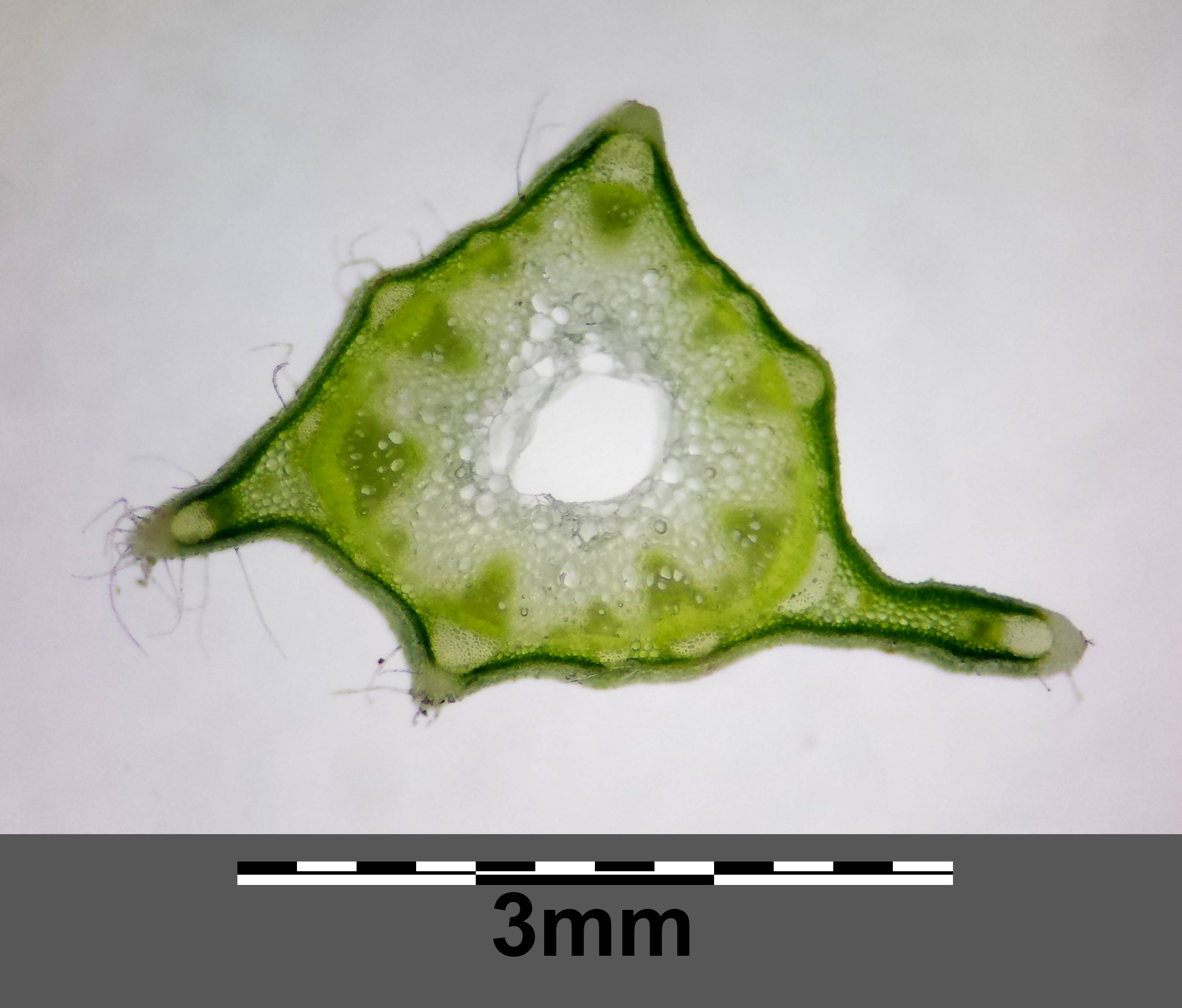
Tvärsnitt av stipel.
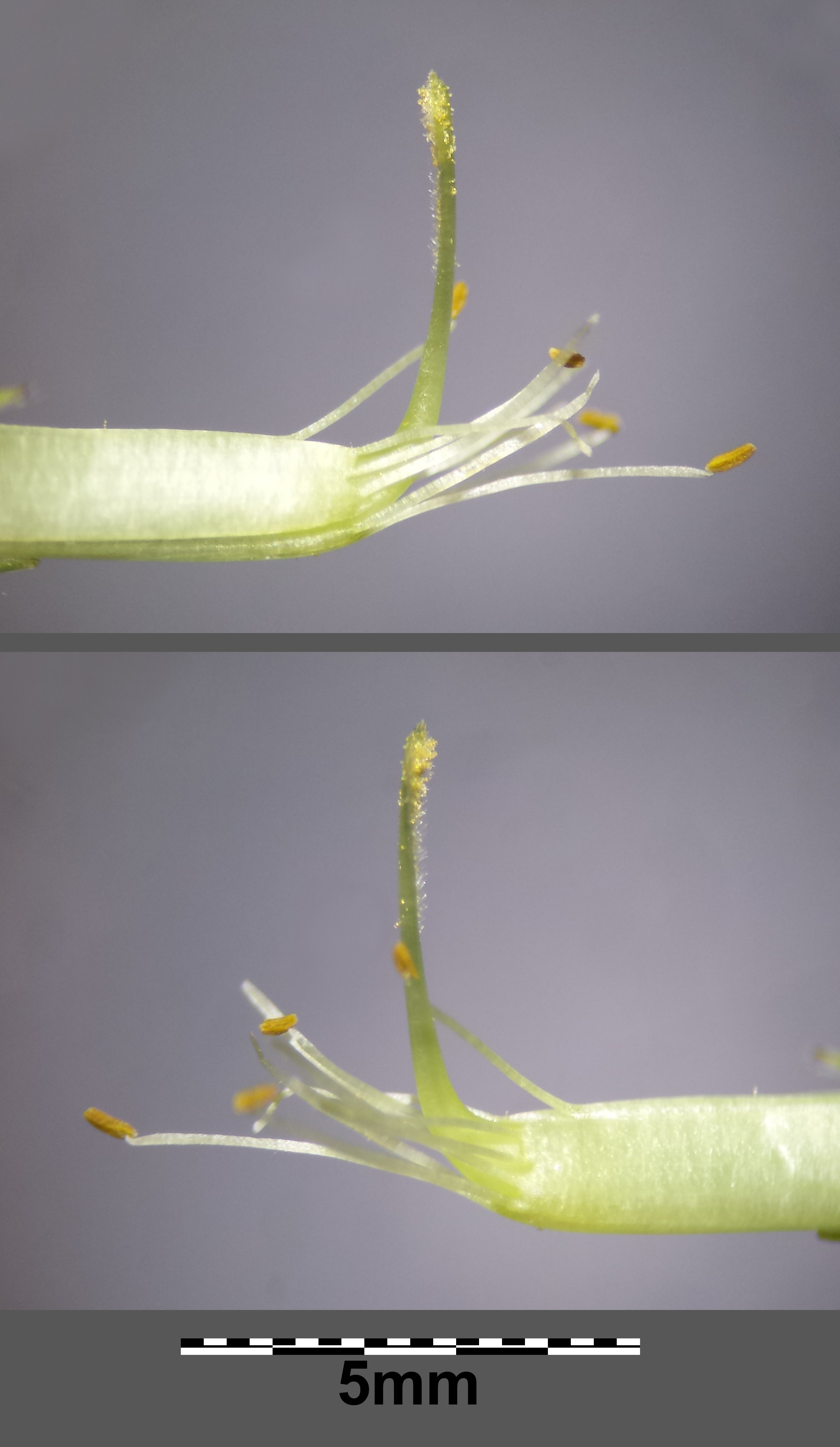
Ståndare och pistill.
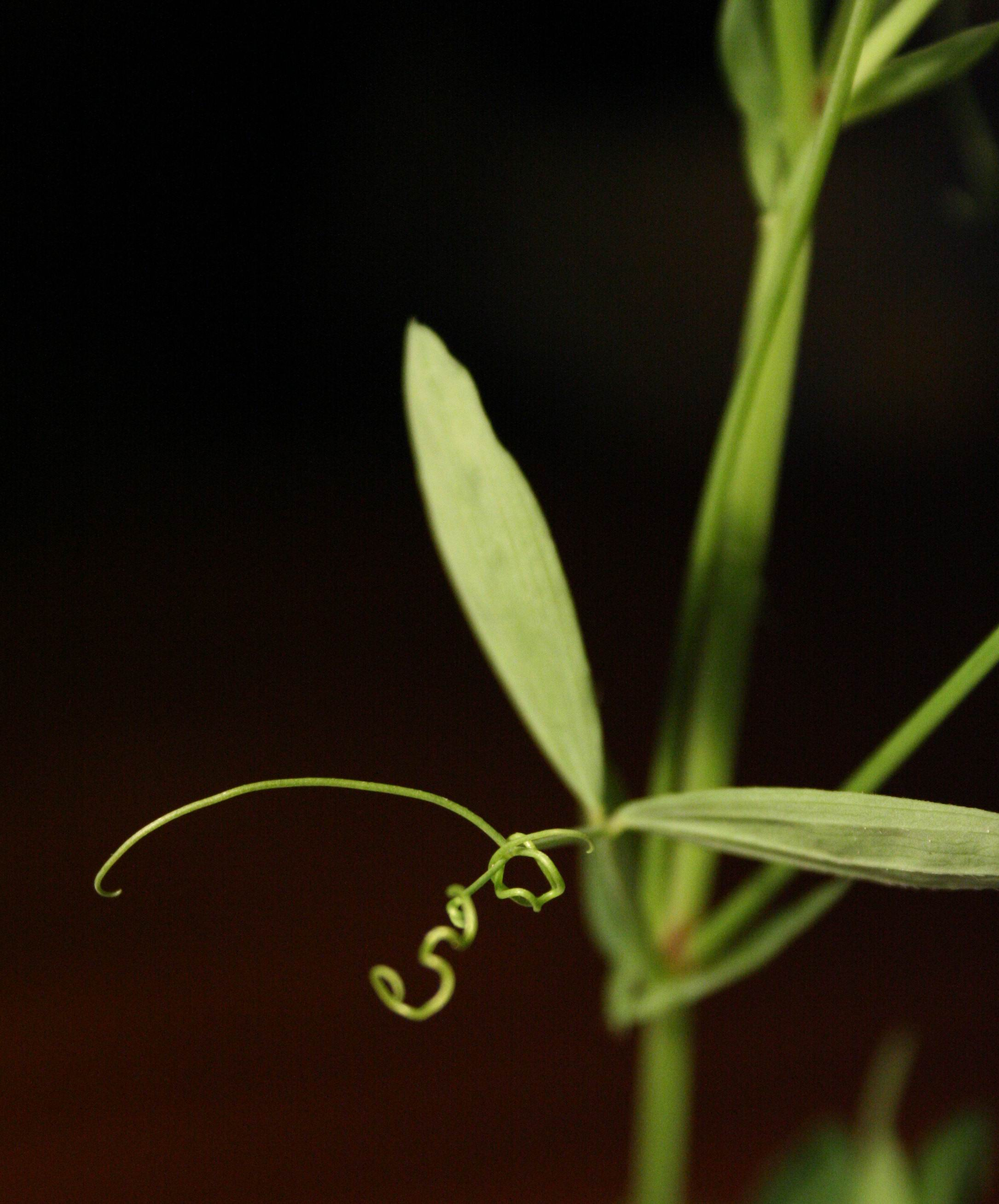
Klänge.
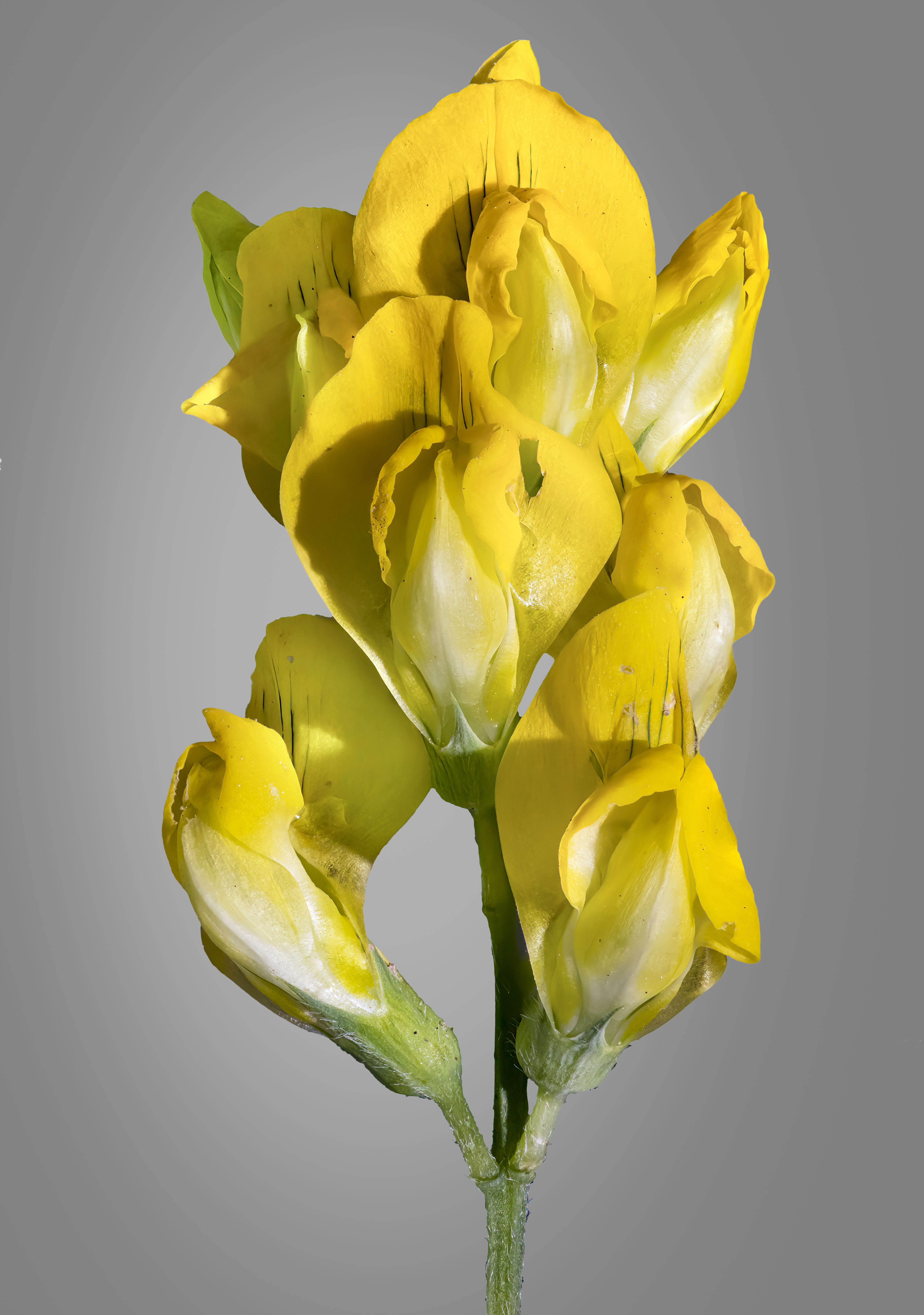
Klase.
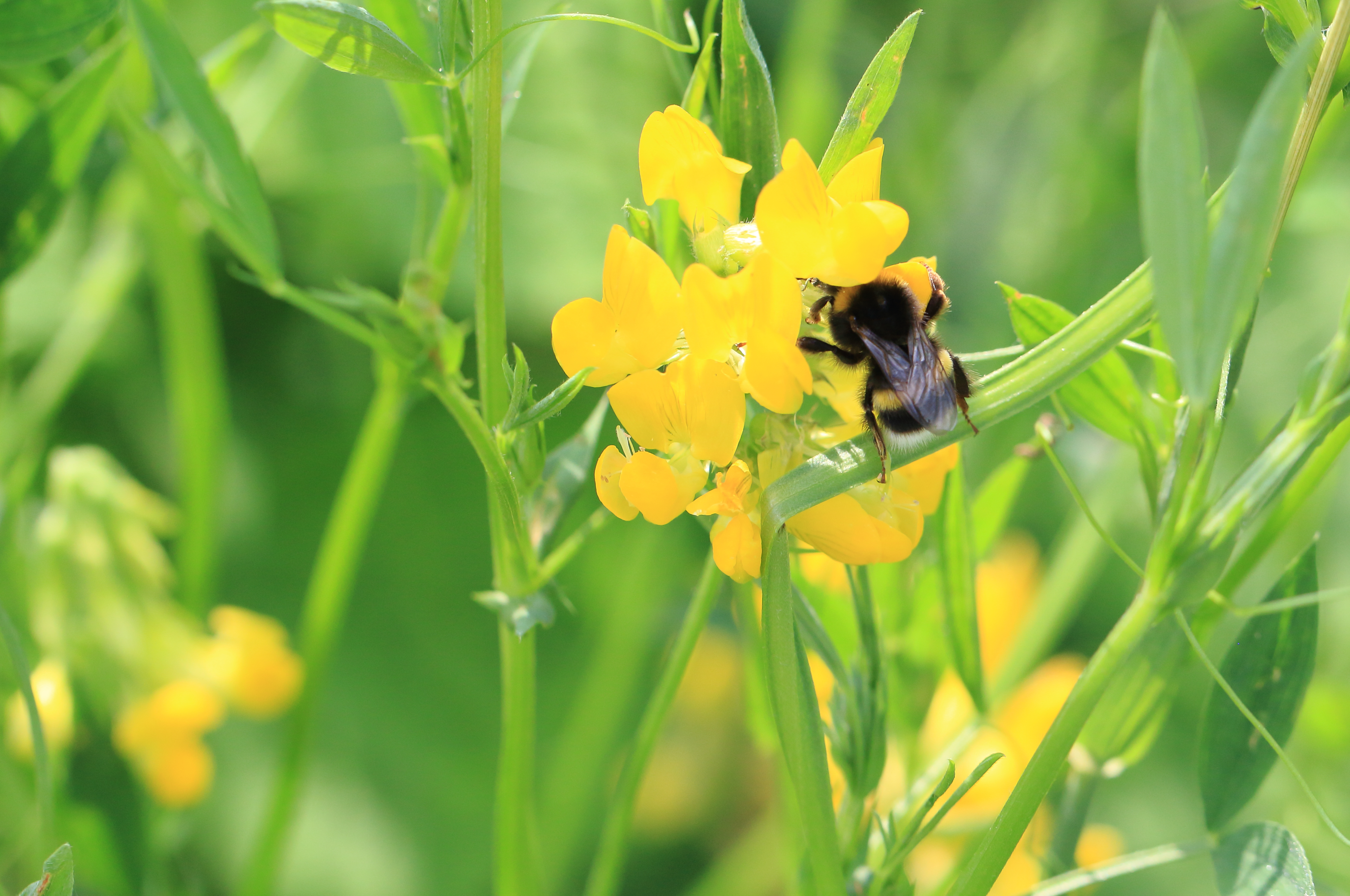
Nektarspis Humlan är antingen en mörk jordhumla, Bombus terrestris eller en ljus jordhumla, Bombus lucorum.
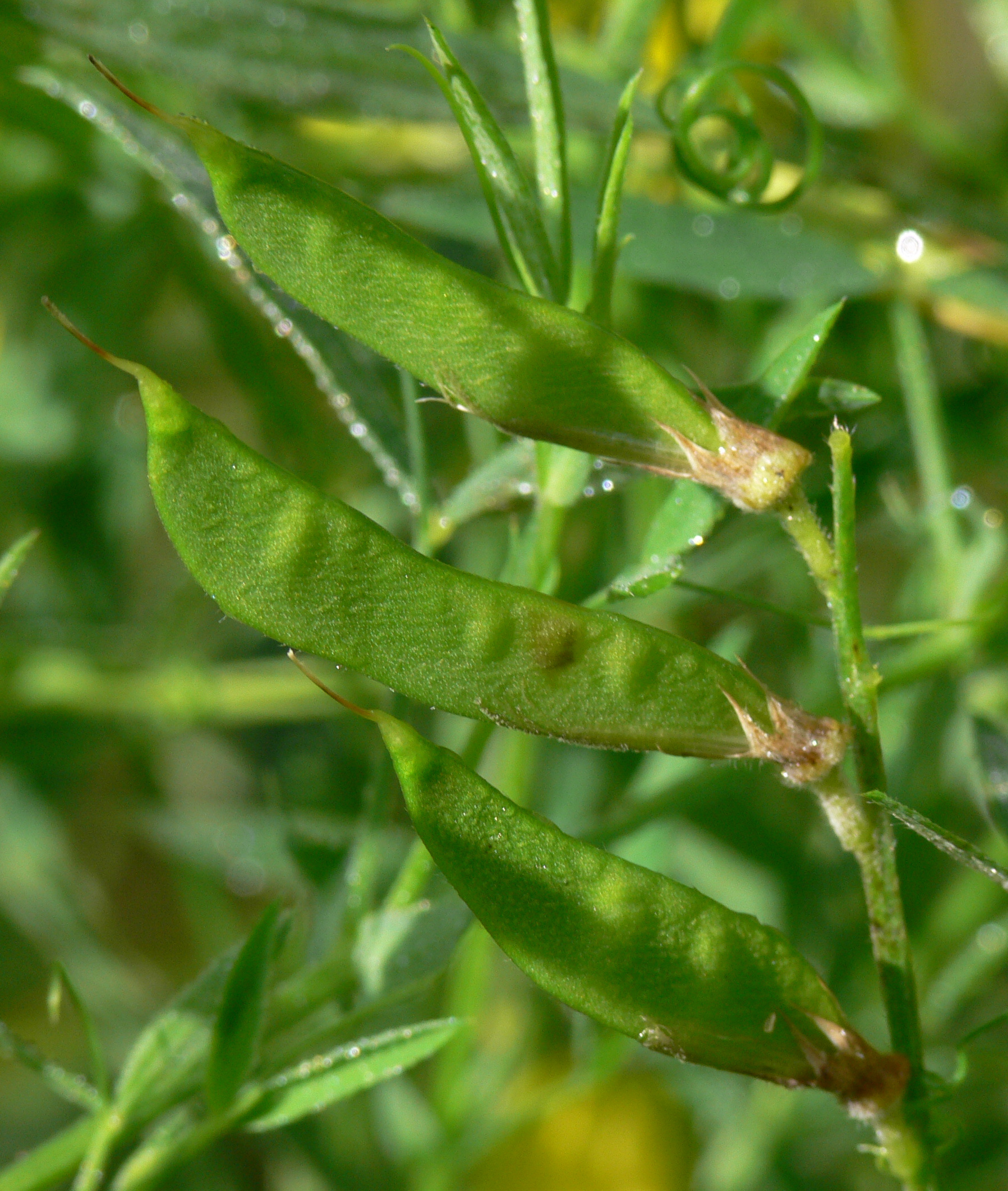
Omogna fröhus.
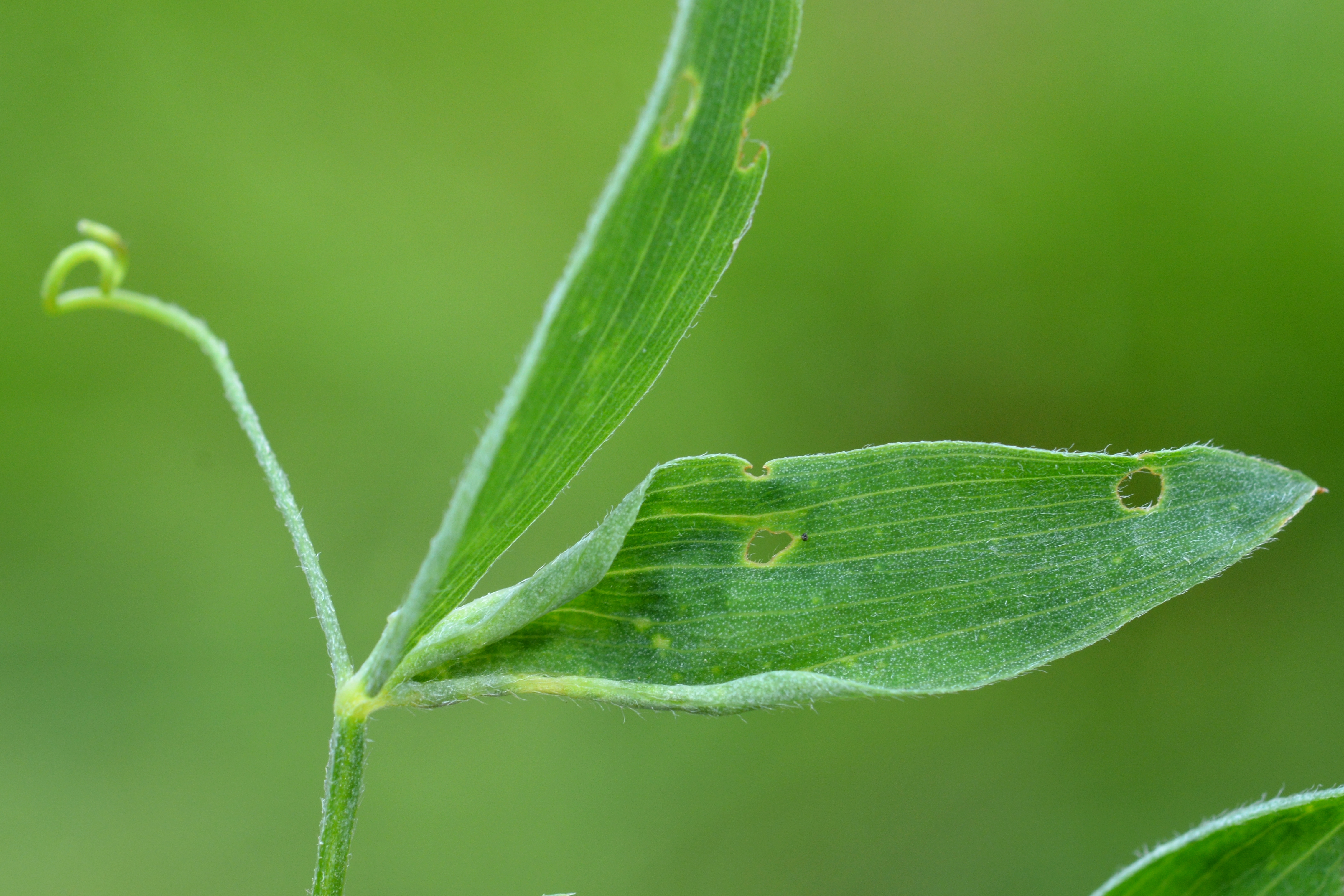
Gallbildning av Jaapiella volvens.
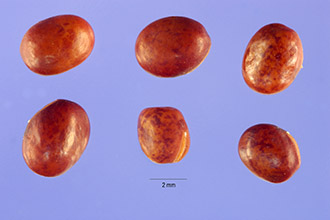
Frön Lägg märke till skalan längst ned i mitten.
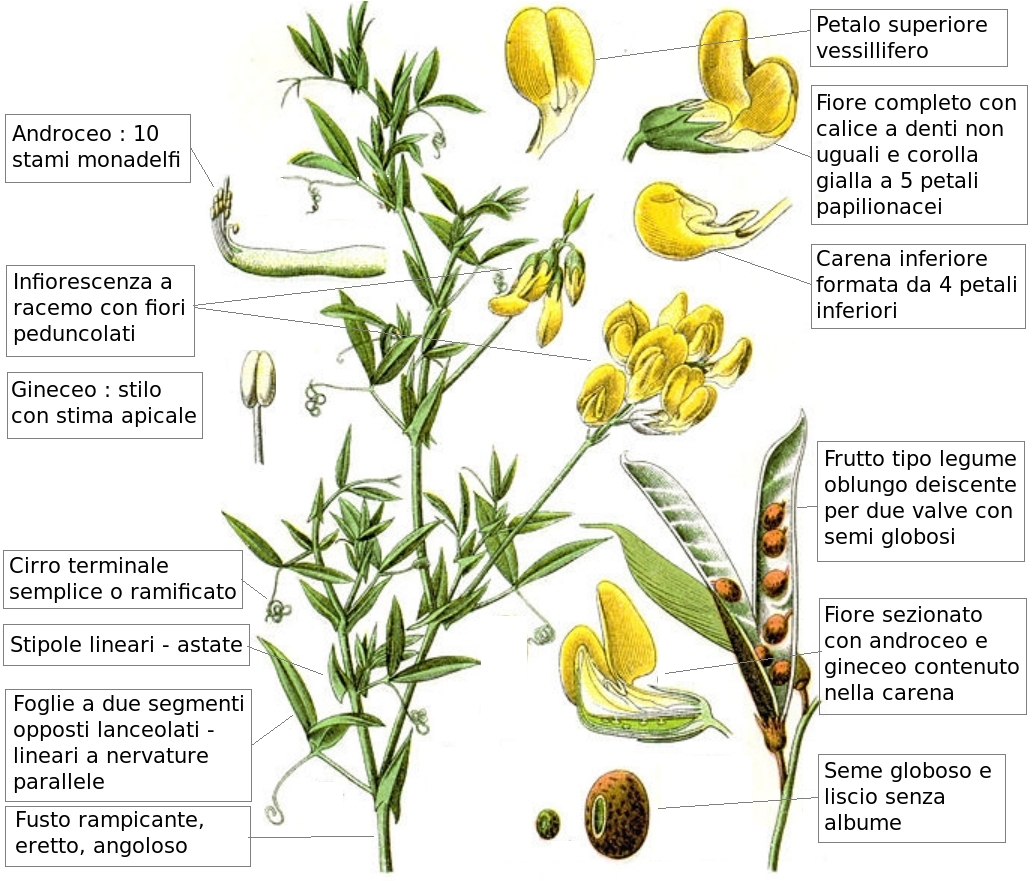
Efter Jacob W. Sturm: Deutschlands Flora in Abbildungen (1796) Illustratör  Johann Georg Sturm.